# Kdemultimedia
Kdemultimedia は KDE 用のマルチメディア関連のアプリケーションを含むパッケージである。 

## アプリケーション一覧
- aRts ビルダー: シンセサイザーデザイナ
- aRts コントロール: aRts サーバのコントロールツール
- JuK: メディアプレーヤ
- Kaboodle: メディアプレーヤ
- KAudioCreator: CD リッパーとエンコーダのフロントエンド
- KMid: MIDI/カラオケファイルプレーヤ
- KMix: サウンドミキサー
- KRec: 録音ツール
- KsCD: CD プレーヤ
- Noatun: メディアプレーヤ